# Substantielle Ableitung
Die substantielle Ableitung (auch materielle Ableitung oder lokale Ableitung plus konvektive Ableitung) beschreibt, mit welcher Rate sich ein gegebenes physikalisches Feld am Ort eines Fluidteilchens ändert, während dieses von einer Strömung durch das Feld getragen wird.
In mathematischer Hinsicht handelt es sich um die totale Ableitung des Feldes entlang der Bahn des Teilchens. Die vom Teilchen auf seiner Bahn wahrgenommene Änderung setzt sich zusammen aus zwei Komponenten: Der Änderung aufgrund unterschiedlicher Feldstärken an Orten, die das Teilchen nacheinander durchläuft, und einer eventuellen Zeitabhängigkeit des Feldes an dem vom Teilchen durchlaufenen Ort.
Das Feld kann ein extern vorgegebenes Feld sein, das von dem Fluid durchströmt wird, z. B. ein elektrisches oder magnetisches Feld, ein Gravitationsfeld, aber auch ein Gravitationspotential oder eine sonstige beliebige physikalische oder mathematische Größe, solange deren Ableitungen gebildet werden können. Das Feld kann auch eine Eigenschaft des strömenden Fluids beschreiben, z. B. seine Temperatur, seine Dichte, seinen Druck oder seine Enthalpiedichte. Die Beschreibung des Feldes erfolgt in diesen Fällen in der Regel vom Standpunkt eines ruhenden Beobachters aus.
Insbesondere kann das betrachtete Feld das Geschwindigkeitsfeld der Strömung selbst sein. Die substantielle Ableitung beschreibt in diesem Fall die Änderung der Geschwindigkeit des Teilchens, während es der Strömung folgt, also seine Beschleunigung in der (und durch die) Strömung. Die Ermittlung dieser Beschleunigung in Abhängigkeit von den auf das Teilchen wirkenden Kräften ist Ausgangspunkt der Fluiddynamik.
Im Folgenden wird die Bewegung des betrachteten Teilchens durch das Feld als strömungsbedingt betrachtet; es kann sich aber auch allgemeiner um die Bewegung eines Volumenelements während der Deformation eines elastischen oder inelastischen Mediums handeln. Die Kontinuumsmechanik behandelt alle diese Fälle auf einer gemeinsamen Basis.

## Definition
Die substantielle Ableitung einer skalaren oder vektoriellen Feldgröße {\displaystyle \Phi ({\vec {x}},t)} wird als {\displaystyle {\frac {{\text{D}}\Phi }{{\text{D}}t}}} oder {\displaystyle {\frac {{\text{d}}\Phi }{{\text{d}}t}}} geschrieben und ist definiert als:
{\displaystyle {\frac {{\text{D}}\Phi ({\vec {x}},t)}{{\text{D}}t}}:={\frac {\partial \Phi }{\partial t}}+({\vec {v}}\cdot {\vec {\nabla }})\Phi }.
wobei
| {\displaystyle \Phi }                                      | : skalares oder vektorielles Feld.                                                                        |
| {\displaystyle \textstyle {\frac {\partial }{\partial t}}} | : partielle Ableitung nach der Zeit {\displaystyle t} auch lokale Ableitung oder lokale Änderung genannt, |
| {\displaystyle {\vec {v}}}                                 | : Geschwindigkeitsvektor der Strömung am Ort {\displaystyle {\vec {x}}} und zur Zeit {\displaystyle t},   |
| {\displaystyle {\vec {\nabla }}}                           | : Nabla-Operator                                                                                          |
| {\displaystyle \cdot }                                     | : Skalarprodukt                                                                                           |
Der erste Summand {\displaystyle {\frac {\partial \Phi }{\partial t}}} wird als lokale Änderung bezeichnet. Er beschreibt die explizite Zeitabhängigkeit des Feldes und gibt daher an, wie sich {\displaystyle \Phi } an dem festen Ort {\displaystyle {\vec {x}}}, d. h. lokal, verändert.
Der zweite Summand {\displaystyle ({\vec {v}}\cdot {\vec {\nabla }})\Phi } ist die konvektive Änderung. Er beschreibt, welche Änderung sich zusätzlich durch die Bewegung des Fluidteilchens einstellt.
Handelt es sich bei {\displaystyle \Phi } um eine skalare Feldgröße, dann ist die konvektive Änderung {\displaystyle ({\vec {v}}\cdot {\vec {\nabla }})\Phi ={\vec {v}}\cdot {\vec {\nabla }}\Phi } gleich dem Skalarprodukt aus dem Geschwindigkeitsvektor {\displaystyle {\vec {v}}} und dem Gradienten {\displaystyle {\vec {\nabla }}\Phi } von {\displaystyle \Phi }.
Handelt es sich um eine vektorielle Feldgröße {\displaystyle {\vec {\Phi }}}, dann ist die konvektive Änderung {\displaystyle ({\vec {v}}\cdot {\vec {\nabla }}){\vec {\Phi }}} ein Vektor mit den Komponenten {\displaystyle \left({\vec {v}}\cdot {\vec {\nabla }}\Phi _{x},\ {\vec {v}}\cdot {\vec {\nabla }}\Phi _{y},\ {\vec {v}}\cdot {\vec {\nabla }}\Phi _{z}\right)}.
Die konvektive Änderung kann anschaulich wie folgt interpretiert werden. Sei {\displaystyle {\vec {e_{v}}}} der in Richtung der Geschwindigkeit {\displaystyle {\vec {v}}} weisende Einheitsvektor. Dann ist {\displaystyle {\vec {v}}=|{\vec {v}}|{\vec {e_{v}}}}, und für die konvektive Änderung eines skalaren {\displaystyle \Phi } gilt
{\displaystyle {\vec {v}}\cdot {\vec {\nabla }}\Phi =|{\vec {v}}|{\vec {e_{v}}}\cdot {\vec {\nabla }}\Phi =|{\vec {v}}|{\frac {\partial \Phi }{\partial s}}}
(wobei {\displaystyle s} eine in Richtung des Einheitsvektors gezählte Ortskoordinate ist), denn das Skalarprodukt aus einem Einheitsvektor und dem Gradienten einer Funktion ist die räumliche Änderungsrate dieser Funktion in der durch den Einheitsvektor beschriebenen Richtung (siehe Richtungsableitung). Multiplikation der räumlichen Änderungsrate mit dem Betrag der Strömungsgeschwindigkeit ergibt die zeitliche Änderungsrate, der das Fluidelement ausgesetzt ist, während es sich mit der Strömung bewegt.
Die substantielle Ableitung leitet sich aus dem Modell des mitbewegten Beobachters, welches auch als Lagrange'sche Betrachtungsweise bekannt ist, ab. Daneben existiert die Euler'sche Betrachtungsweise, welche einen feststehenden Beobachter nutzt und mit der lokalen Änderung verknüpft ist (nur bei der Betrachtung ohne Bewegung, wenn der konvektive Term herausfällt).

## Beispiel: Bewegung im Temperaturfeld
Als Beispiel betrachte man eine Seeoberfläche, deren Temperaturverteilung im ortsfesten Koordinatensystem {\displaystyle (x,y)} durch das zweidimensionale zeitabhängige Temperaturfeld
{\displaystyle \Theta (x,y,t)=300\,{\text{K}}+(1\,{\text{K/m}})\,x+(2\,{\text{K/m}})\,y+(3\,{\text{K/s}})\,t}
beschrieben wird. Das Wasser wird in Richtung der positiven x- und y-Achse, also von Südwesten nach Nordosten, wärmer (z. B. wegen einer Reihe warmer Zuflüsse). Zusätzlich wird der gesamte See durch Wärmezufuhr kontinuierlich erwärmt (z. B. durch Sonneneinstrahlung). Das Wasser ströme mit der Geschwindigkeit
{\displaystyle {\vec {v}}={\begin{pmatrix}u\\v\end{pmatrix}}={\begin{pmatrix}3\\1\end{pmatrix}}{\text{m/s}}}
von Südwesten nach Nordosten durch den See.
Die partielle Ableitung nach der Zeit beschreibt die Temperaturänderung für einen ortsfesten Beobachter, der bezüglich des Ufers ruhend im Wasser steht. Dieser Beobachter nimmt ausschließlich die Zeitabhängigkeit des Temperaturfelds am festen Beobachtungsort wahr. In diesem Beispiel ist die Zeitabhängigkeit für alle Orte dieselbe und beträgt:
{\displaystyle {\frac {\partial \Theta }{\partial t}}=3\,{\text{K/s}}}.
Die substantielle Ableitung beschreibt die Temperaturänderung für einen Beobachter, der sich in einem Boot mit dem Wasser mitbewegt. Sie ist
{\displaystyle {\frac {{\text{D}}\Theta }{{\text{D}}t}}={\frac {\partial \Theta }{\partial t}}+{\vec {v}}\cdot {\vec {\nabla }}\Theta =3\,{\text{K/s}}+{\begin{pmatrix}3\\1\end{pmatrix}}{\text{m/s}}\cdot {\begin{pmatrix}1\\2\end{pmatrix}}{\text{K/m}}=8\,{\text{K/s}}}
und damit um den konvektiven Anteil von {\displaystyle 5\,{\text{K/s}}} größer, weil sich das Boot zusätzlich in Richtung des wärmeren Gebietes bewegt.

## Herleitung
Im Folgenden wird die Herleitung für den Fall eines skalaren Feldes {\displaystyle \Phi } in einem kartesischen Koordinatensystem skizziert. Orts- und Zeitabhängigkeit des Feldes seien gegeben durch die Funktion {\displaystyle \Phi (x,y,z,t)}.
Ein Beobachter, der sich zur Zeit {\displaystyle t} am Ort {\displaystyle (x,y,z)} befindet, ist dort dem Wert {\displaystyle \Phi (x,y,z,t)} des Feldes ausgesetzt. Bewegt sich der Beobachter entlang einer Raumkurve, die durch die zeitabhängigen Koordinaten {\displaystyle (x(t),y(t),z(t))} beschrieben wird, so ist er veränderlichen Werten {\displaystyle \Phi (x(t),y(t),z(t),t)} ausgesetzt. Für die zeitliche Änderung des Feldes, die der Beobachter wahrnimmt, gilt daher aufgrund der verallgemeinerten Kettenregel:
{\displaystyle {\frac {{\text{d}}\Phi (x(t),y(t),z(t),t)}{{\text{d}}t}}={\frac {\partial \Phi }{\partial x}}{\frac {{\text{d}}x(t)}{{\text{d}}t}}+{\frac {\partial \Phi }{\partial y}}{\frac {{\text{d}}y(t)}{{\text{d}}t}}+{\frac {\partial \Phi }{\partial z}}{\frac {{\text{d}}z(t)}{{\text{d}}t}}+{\frac {\partial \Phi }{\partial t}}}
Dabei sind {\displaystyle {\frac {{\text{d}}x}{{\text{d}}t}}}, {\displaystyle {\frac {{\text{d}}y}{{\text{d}}t}}} und {\displaystyle {\frac {{\text{d}}z}{{\text{d}}t}}} die Geschwindigkeitskomponenten des Beobachters.
Betrachtet man nun anstelle eines beliebigen Beobachters, der sich entlang einer beliebigen Raumkurve bewegt, speziell ein Fluidelement, das von einer Strömung mit den Geschwindigkeitskomponenten
{\displaystyle u={\frac {{\text{d}}x}{{\text{d}}t}}}, {\displaystyle v={\frac {{\text{d}}y}{{\text{d}}t}}} und {\displaystyle w={\frac {{\text{d}}z}{{\text{d}}t}}} durch das Feld getragen wird, so wird daraus
{\displaystyle {\begin{aligned}{\frac {{\text{d}}\Phi (x(t),y(t),z(t),t)}{{\text{d}}t}}&={\frac {\partial \Phi }{\partial x}}u+{\frac {\partial \Phi }{\partial y}}v+{\frac {\partial \Phi }{\partial z}}w+{\frac {\partial \Phi }{\partial t}}\\&={\frac {\partial \Phi }{\partial t}}+u{\frac {\partial \Phi }{\partial x}}+v{\frac {\partial \Phi }{\partial y}}+w{\frac {\partial \Phi }{\partial z}}\\&=\left({\frac {\partial }{\partial t}}+u{\frac {\partial }{\partial x}}+v{\frac {\partial }{\partial y}}+w{\frac {\partial }{\partial z}}\right)\Phi \\&=:{\frac {\text{D}}{{\text{D}}t}}\Phi \end{aligned}}}
Unter Einführung des Ortsvektors {\displaystyle {\vec {x}}} mit den Komponenten {\displaystyle x}, {\displaystyle y}, {\displaystyle z} und des Geschwindigkeitsvektors {\displaystyle {\vec {v}}} mit den Komponenten {\displaystyle u}, {\displaystyle v}, {\displaystyle w} lässt sich die substantielle Ableitung schreiben als
{\displaystyle {\begin{aligned}{\frac {{\text{d}}\Phi ({\vec {x}},t)}{{\text{d}}t}}={\frac {{\text{D}}\Phi ({\vec {x}},t)}{{\text{D}}t}}&={\frac {\partial \Phi }{\partial t}}+u{\frac {\partial \Phi }{\partial x}}+v{\frac {\partial \Phi }{\partial y}}+w{\frac {\partial \Phi }{\partial z}}\\&=\underbrace {\frac {\partial \Phi }{\partial t}} _{\mbox{lokal}}+\underbrace {({\vec {v}}\cdot {\vec {\nabla )}}\Phi } _{\mbox{konvektiv}}\end{aligned}}}
Für eine vektorwertige Funktion {\displaystyle {\vec {\Phi }}({\vec {x}},t)=(\Phi _{x}({\vec {x}},t),\Phi _{y}({\vec {x}},t),\Phi _{z}({\vec {x}},t))} lautet die substantielle Ableitung komponentenweise ausgeschrieben
{\displaystyle {\begin{aligned}{\frac {{\text{D}}{\vec {\Phi }}({\vec {x}},t)}{{\text{D}}t}}={\frac {\partial {\vec {\Phi }}}{\partial t}}+({\vec {v}}\cdot {\vec {\nabla )}}{\vec {\Phi }}=\partial _{t}{\vec {\Phi }}+u\partial _{x}{\vec {\Phi }}+v\partial _{y}{\vec {\Phi }}+w\partial _{z}{\vec {\Phi }}={\begin{pmatrix}{\frac {\partial \Phi _{x}}{\partial t}}+u{\frac {\partial \Phi _{x}}{\partial x}}+v{\frac {\partial \Phi _{x}}{\partial y}}+w{\frac {\partial \Phi _{x}}{\partial z}}\\{\frac {\partial \Phi _{y}}{\partial t}}+u{\frac {\partial \Phi _{y}}{\partial x}}+v{\frac {\partial \Phi _{y}}{\partial y}}+w{\frac {\partial \Phi _{y}}{\partial z}}\\{\frac {\partial \Phi _{z}}{\partial t}}+u{\frac {\partial \Phi _{z}}{\partial x}}+v{\frac {\partial \Phi _{z}}{\partial y}}+w{\frac {\partial \Phi _{z}}{\partial z}}\end{pmatrix}}\\\end{aligned}}}

## Anschauliche Spezialfälle
Man betrachte eine Fluidströmung mit dem (ggf. zeitabhängigen) Geschwindigkeitsfeld {\displaystyle {\vec {v}}({\vec {x}},t)=(u(x,y,z,t),v(x,y,z,t),w(x,y,z,t))}. Eine Stromlinie ist eine Kurve, die in jedem durchlaufenen Punkt dieselbe Richtung hat wie die Strömungsgeschwindigkeit an diesem Punkt und zu dieser Zeit.

### Stationäre Strömung

Stromlinien, welche die stationäre Strömung um ein Tragflächenprofil beschreiben.

Eine Strömung ist stationär, wenn das Geschwindigkeitsfeld nicht explizit von der Zeit abhängt:
{\displaystyle {\vec {v}}={\vec {v}}({\vec {x}})=(u(x,y,z),\ v(x,y,z),\ w(x,y,z))},
{\displaystyle {\frac {\partial {\vec {v}}}{\partial t}}=0}
In diesem Fall bleibt das Stromlinienmuster zeitlich unverändert und ein Fluidteilchen, das sich zu einem gegebenen Zeitpunkt auf einer bestimmten Stromlinie befindet, wird dieser Stromlinie im zeitlichen Verlauf weiter folgen.
Wenn sich für eine stationäre Problemstellung durch geeignete Überlegungen ermitteln lässt, dass
{\displaystyle {\frac {{\text{D}}\Phi }{{\text{D}}t}}=0}
ist (wegen {\displaystyle {\frac {\partial {\vec {v}}}{\partial t}}=0} genügt es hierzu nachzuweisen, dass {\displaystyle ({\vec {v}}\cdot {\vec {\nabla }})\Phi =0})
dann folgt daraus, dass {\displaystyle \Phi } entlang einer Stromlinie stets denselben Wert hat. (Es ist nichts darüber ausgesagt, ob {\displaystyle \Phi } auf verschiedenen Stromlinien denselben Wert oder unterschiedliche Werte hat.)

### Instationäre Strömung
Falls die Strömung instationär ist, hängt das Geschwindigkeitsfeld explizit von der Zeit ab. Wenn für eine gegebene Problemstellung gilt, dass
{\displaystyle {\frac {{\text{D}}\Phi }{{\text{D}}t}}=0}
ist, dann folgt daraus, dass für jedes Fluidelement auf seinem Weg {\displaystyle \Phi } konstant bleibt. (Es ist nichts darüber ausgesagt, ob {\displaystyle \Phi } für verschiedene Fluidelemente denselben Wert oder unterschiedliche Werte hat. Für jedes gegebene Fluidelement bleibt der einmal angenommene Wert aber unverändert.)
In diesem Fall heben sich lokale und konvektive Änderungen auf dem Weg des Fluidelements stets gegenseitig auf.

## Beispiel: Fluiddynamik
In diesem Beispiel wird die substantielle Ableitung des Geschwindigkeitsfeldes {\displaystyle {\vec {v}}} der Strömung selbst verwendet. Sie beschreibt also die Änderung der Geschwindigkeit des Teilchens, während es der Strömung folgt, und damit seine Beschleunigung.
Man betrachte ein Fluidelement mit dem Volumen {\displaystyle \Delta V} und der konstanten Dichte {\displaystyle \rho } in einer inkompressiblen Strömung. Die einwirkenden Kräfte seien durch den ortsabhängigen hydrostatischen Druck {\displaystyle p} im Fluid und die Gravitation mit der Gravitationsbeschleunigung {\displaystyle {\vec {g}}=(0,0,-g)} verursacht.
Ist das Fluidelement ein Quader mit den Seitenlängen {\displaystyle \Delta x}, {\displaystyle \Delta y} und {\displaystyle \Delta z}, dann übt der Druck {\displaystyle p} auf die linke Seite die Kraft {\displaystyle p(x)\Delta y\Delta z} und auf die rechte Seite die Kraft {\displaystyle p(x+\Delta x)\Delta y\Delta z=\left[p(x)+{\frac {{\text{d}}p}{{\text{d}}x}}\Delta x\right]\Delta y\Delta z} aus, so dass in x-Richtung die Nettokraft {\displaystyle -{\frac {{\text{d}}p}{{\text{d}}x}}\Delta x\Delta y\Delta z} wirkt. Verallgemeinert auf alle drei Dimensionen ergibt sich die durch den Druck verursachte Kraft
{\displaystyle {\vec {F_{p}}}=-{\vec {\nabla }}p\ \Delta V}
Die im Gravitationsfeld auf das Fluidelement der Masse {\displaystyle m} wirkende Gewichtskraft ist
{\displaystyle {\vec {F_{g}}}=m\cdot {\vec {g}}=\rho \ \Delta V\cdot {\vec {g}}}
Gemäß dem Zweiten Newtonschen Gesetz ist das Produkt aus Masse {\displaystyle \rho \ \Delta V} und Beschleunigung {\displaystyle {\frac {{\text{D}}{\vec {v}}}{{\text{D}}t}}} des Fluidelements gleich der einwirkenden Gesamtkraft:
{\displaystyle \rho \ \Delta V\ {\frac {{\text{D}}{\vec {v}}}{{\text{D}}t}}={\vec {F_{p}}}+{\vec {F_{g}}}=(-{\vec {\nabla }}p+\rho \ {\vec {g}})\ \Delta V}
Kürzen liefert die Euler-Gleichung:
{\displaystyle {\frac {{\text{D}}{\vec {v}}}{{\text{D}}t}}=-{\frac {1}{\rho }}{\vec {\nabla }}p+{\vec {g}}}
In Komponenten ausgeschrieben lautet sie:
{\displaystyle {\begin{aligned}{\frac {\partial u}{\partial t}}+u{\frac {\partial u}{\partial x}}+v{\frac {\partial u}{\partial y}}+w{\frac {\partial u}{\partial z}}=&-{\frac {1}{\rho }}{\frac {\partial p}{\partial x}}\\{\frac {\partial v}{\partial t}}+u{\frac {\partial v}{\partial x}}+v{\frac {\partial v}{\partial y}}+w{\frac {\partial v}{\partial z}}=&-{\frac {1}{\rho }}{\frac {\partial p}{\partial y}}\\{\frac {\partial w}{\partial t}}+u{\frac {\partial w}{\partial x}}+v{\frac {\partial w}{\partial y}}+w{\frac {\partial w}{\partial z}}=&-{\frac {1}{\rho }}{\frac {\partial p}{\partial z}}-g\\\end{aligned}}}
Fügt man als weitere Kraft die in einem viskosen Fluid auftretende Scherkraft hinzu, ergibt sich die Navier-Stokes-Gleichung.

## Anwendung
Die substantielle Ableitung wird besonders in der Kontinuumsmechanik verwendet. Dazu gehören zum Beispiel die Bilanzgleichungen der Fluidmechanik oder der Festkörpermechanik in den Ingenieurwissenschaften. Sie taucht dort häufig dann auf, wenn das Verhalten des physikalischen Systems durch den Erhalt von Masse, Energie u. ä. beschrieben wird.
Grenzen des Begriffes und dessen Anwendung ergeben sich, wenn die Definition von materiellen Punkten oder zugehörigen Geschwindigkeiten fehlschlagen. Dies ist zum Beispiel in der Mischungstheorie mit mehreren Phasen oder auf atomarer Ebene der Fall, wenn kein Kontinuum mehr vorliegt. Unter Umständen wird der Begriff eines materiellen Punktes oder seiner zugehörigen Geschwindigkeit angepasst.